# 櫛笥隆賀
櫛笥 隆賀（くしげ たかよし、承応元年10月14日（1652年11月14日） - 享保18年7月11日（1733年8月20日））は、江戸時代中期の公卿。従一位内大臣。
初名は園池実廉、櫛笥隆慶を経て隆賀。園池宗朝の子で、櫛笥隆胤の養子。妻は三条西実教の娘で西洞院時成の養女の時子（六条局）。妻は綾小路俊景の娘。養子に櫛笥隆成。子に櫛笥隆兼・八条隆英・櫛笥賀子（新崇賢門院）。中御門天皇・閑院宮直仁親王の母方の祖父。
隆賀の実父の園池宗朝は四条（櫛笥）隆致の子で、兄の櫛笥隆朝が櫛笥家を興し、姉の櫛笥隆子（逢春門院）は後水尾天皇の寵愛を受けて後西天皇を生んでいる。しかし、隆朝の嫡男の隆方（従四位上左中将）は万治2年（1659年）に24歳で、その養子となった次男の隆胤（従四位下左少将）は寛文2年（1662年）に22歳で死去したため、兄弟の従兄弟である隆賀が隆胤の養子として櫛笥家を相続したのである。

## 経歴
明暦4年（1658年）に園池実廉として叙爵、寛文2年（1662年）に11歳で櫛笥家を相続して櫛笥隆慶と名乗って元服、従五位上侍従に任ぜられて昇殿を許される。寛文6年（1666年）に正五位下に叙されて同年左少将に任ぜられる。寛文10年（1670年）に従四位下に叙されて同年左中将に任ぜられる。延宝3年（1675年）に従四位上に叙される。延宝7年（1679年）に従四位上に叙される。天和3年（1675年）8月に従三位に叙される。貞享4年（1687年）に右兵衛督に任ぜられる。元禄元年（1688年）12月に右兵衛督のまま参議に任ぜられる。元禄3年（1690年）に正三位に叙される。元禄9年（1696年）に参議を辞任する。元禄10年（1697年）に権中納言に任ぜられる。元禄11年（1698年）に従二位に叙される。元禄14年（1701年）10月に権中納言を辞任する。
同年12月に娘の慶子（後の賀子）が東山天皇の皇子である長宮（後の中御門天皇）を生む。宝永4年（1707年）、慶子が生んだ長宮が儲君として定められ、同年親王宣下が行われるが、偶々皇子の名前が「慶仁」と定められたために避諱の慣例に従って隆慶は隆賀、慶子は賀子と改名する。また、儲君決定に際し、隆賀と義父である西洞院時成は儲君御用に任ぜられている。宝永6年（1709年）3月に権大納言に任ぜられ（櫛笥家では初例）、6月に慶仁親王が譲位を受けて皇位に就く（中御門天皇）。
ところが、12月になって天皇の両親である東山上皇と櫛笥賀子が相次いで死去してしまう。このため、天皇の祖父の霊元法皇による院政が復活するが、これは天皇成人までの措置と考えられており、またこれとは別に誰が9歳の天皇を庇護するかという問題が浮上した。そこで東山上皇が隆慶と西洞院時成に天皇の後見を依頼していた経緯から、摂家と江戸幕府の了解の下、隆慶と妻の六条局に対して御所の一室を与え、天皇の庇護と教育を行わせることになった。隆賀は養育だけでなく、摂政以下の奏上及び宣下の場において、天皇の側に控えている（本来、こうした陪侍の職務は議奏の役目であったが、特例としてそうした役職にない隆賀が務めていた）。この間、宝永8年/正徳元年（1711年）に権大納言を辞任し、正二位に叙せられているが、それによって隆賀の立場に変化は生じていない。正徳4年（1714年）12月、隆賀は中御門天皇に対し、来年天皇が15歳を迎えること、宝永の大火で焼失してしまった邸宅の代わりとなる屋敷を拝領したことを理由に御所から退出する。ただし、御用があればいつでも出仕することを申し入れて天皇の了承を得て、正徳5年（1712年）正月に御所から退出している。
享保元年（1716年）に中御門天皇は元服して、近衛尚子を女御に迎えたことで隆賀の役目は区切りがついたが、天皇は隆賀に対して引き続き毎日の出仕を求めて非公式な顧問として奏上や宣下の場に陪侍させると共に関白や武家伝奏・議奏と共に政務に関与させた（なお、隆賀は宝永元年の権大納言辞任以降、4日間の内大臣任官を除いて一貫して前官で、議奏や武家伝奏も務めていない）。成人した天皇は親政を行っていたが、祖父である隆賀に対する信任から意見を求めることが多く、結果的に天皇の意向に隆賀の影響力が及ぶことが多かった。こうした状況に関白の九条輔実や二条綱平の存在感は霞んでおり、一条兼香は近衛家久が櫛笥隆賀（櫛笥家は近衛家の家礼）や中院通躬（武家伝奏、歌人として宮中に広い人脈を持つ）と共に政務を握っていると記し、近衛家久は櫛笥隆賀と中院通躬が「我意」で政務を取り仕切っていると記している（なお、ここで隆賀の後ろに家久がいると考える兼香と隆賀は家礼なのに自分の意に沿わないと考える家久の認識のずれが窺える）。
享保3年（1718年）頃に櫛笥家の禁裏小番としての所属が外様から内々に変更されている。享保5年（1720年）の元日に中御門天皇に皇子（後の桜町天皇）が生まれるが、生母の近衛尚子が直後に急死してしまう。このため、隆賀の妻の六条局と皇子の母方の祖父の近衛家熙が中心となって皇子の養育にあたった。享保8年（1723年）2月1日から4日までの4日間内大臣を務め、享保9年（1724年）6月6日に従一位に叙せられたのは、中御門天皇の強い意向があった（『公卿補任』に「御推任」と明記されている）。享保13年に出家、法号は成足院是空。享保18年（1733年）の昭仁親王（桜町天皇）の元服にあたって妻の六条局が従三位に叙されている。同年7月に死去。
子供がいなかったために元禄5年（1692年）に鷲尾隆尹の三男の隆成（母は隆賀の姉妹）を養子に迎えたが、元禄9年（1696年）に実子の隆兼が誕生した。このため、隆成は隆兼を養子に迎えて後に家督を譲っている。隆成は中御門天皇の議奏、実子の隆兼と八条隆英は桜町天皇の議奏を務め、天皇の側近としての地位を固めている。

## 系譜
- 父：園池宗朝
- 母：不詳
- 養父：櫛笥隆胤
- 継室：六条局（?-1735） - 時子。西洞院時成の養女、三条西実教の娘
  - 男子：八条隆英（1702-1756）
- 妻：綾小路俊景の娘
- 妻：家女房
  - 女子：櫛笥賀子（1675-1710） - 新崇賢門院
- 生母不明の子女
  - 男子：櫛笥隆兼
  - 女子：栄姫 - 樋口信康養女のち松平義昌養女、内藤政貞継室
- 養子
  - 男子：櫛笥隆成